# Thylacodes
Genre
Synonymes
- genre Tulaxodus Guettard, 1770

Thylacodes est un genre de mollusques gastéropodes marins de la famille des Vermetidae.

## Description et caractéristiques
Ce sont des gastéropodes sessiles tubicoles, souvent confondus avec des vers. Ils chassent au moyen de longs filaments de mucus collant, qu'ils peuvent rentrer dans leur coquille tubulaire pour consommer le plancton qui s'y est accroché. L'accrétion calcaire qu'ils produisent fabrique parfois de larges dalles, appelées « trottoirs à vermets ».

## Synonymes
- genre Aletes Carpenter, 1857[1]
- genre Cladopoda Gray, 1850[1]
- genre Serpulorbis Sasso, 1827[1]
- sous-genre Serpulus (Tetranemia) Mörch, 1859[1]
- genre Tetranemia Mörch, 1859[1]
- genre Tulaxoda Blainville, 1828[1]
- genre Tulaxodus Guettard, 1770[1]

## Liste des genres
Selon World Register of Marine Species (29 octobre 2014) :
- Thylacodes adamsii (Mörch, 1859)
- Thylacodes aotearoicus (J. E. Morton, 1951)
- Thylacodes arenarius (Linnaeus, 1758)
- Thylacodes aureus (Hughes, 1978)
- Thylacodes capensis (Thiele, 1925)
- Thylacodes colubrinus (Röding, 1798)
- Thylacodes constrictor (Mörch, 1862)
- Thylacodes daidai (Scheuwimmer & Nishiwaki, 1982)
- Thylacodes decussatus (Gmelin, 1791)
- Thylacodes dentiferus (Lamarck, 1818)
- Thylacodes eruciformis Mörch, 1862
- Thylacodes grandis (Gray, 1842)
- Thylacodes hadfieldi (Kelly, 2007)
- Thylacodes inopertus (Leuckart in Rüppell & Leuckart, 1828)
- Thylacodes lamarckii (Vaillant, 1871)
- Thylacodes longifilis Mörch, 1862
- Thylacodes margaritaceus (Rosseau in Chenu, 1844)
- Thylacodes masier (Deshayes, 1843)
- Thylacodes medusae Pilsbry, 1891
- Thylacodes megalostomus Mörch, 1865
- Thylacodes natalensis Mörch, 1862
- Thylacodes nodosorugosus (Lischke, 1869)
- Thylacodes novaehollandiae (Rousseau in Chenu, 1843)
- Thylacodes oryzatus Mörch, 1862
- Thylacodes peronii (Rousseau in Chenu, 1844)
- Thylacodes riisei Mörch, 1862
- Thylacodes roussaei (Vaillant, 1871)
- Thylacodes sipho (Lamarck, 1818)
- Thylacodes squamigerus (Carpenter, 1857)
- Thylacodes squamolineatus (Petuch, 2002)
- Thylacodes sutilis (Mörch, 1862)
- Thylacodes trimeresurus (Shikama & Horikoshi, 1963)
- Thylacodes variabilis (Hadfield & Kay, 1972)
- Thylacodes varidus (Okutani & Habe, 1975)
- Thylacodes xenophorus (Habe, 1961)
- Thylacodes yokojima (Shikama, 1977)
- Thylacodes zelandicus (Quoy & Gaimard, 1834)

## Galerie

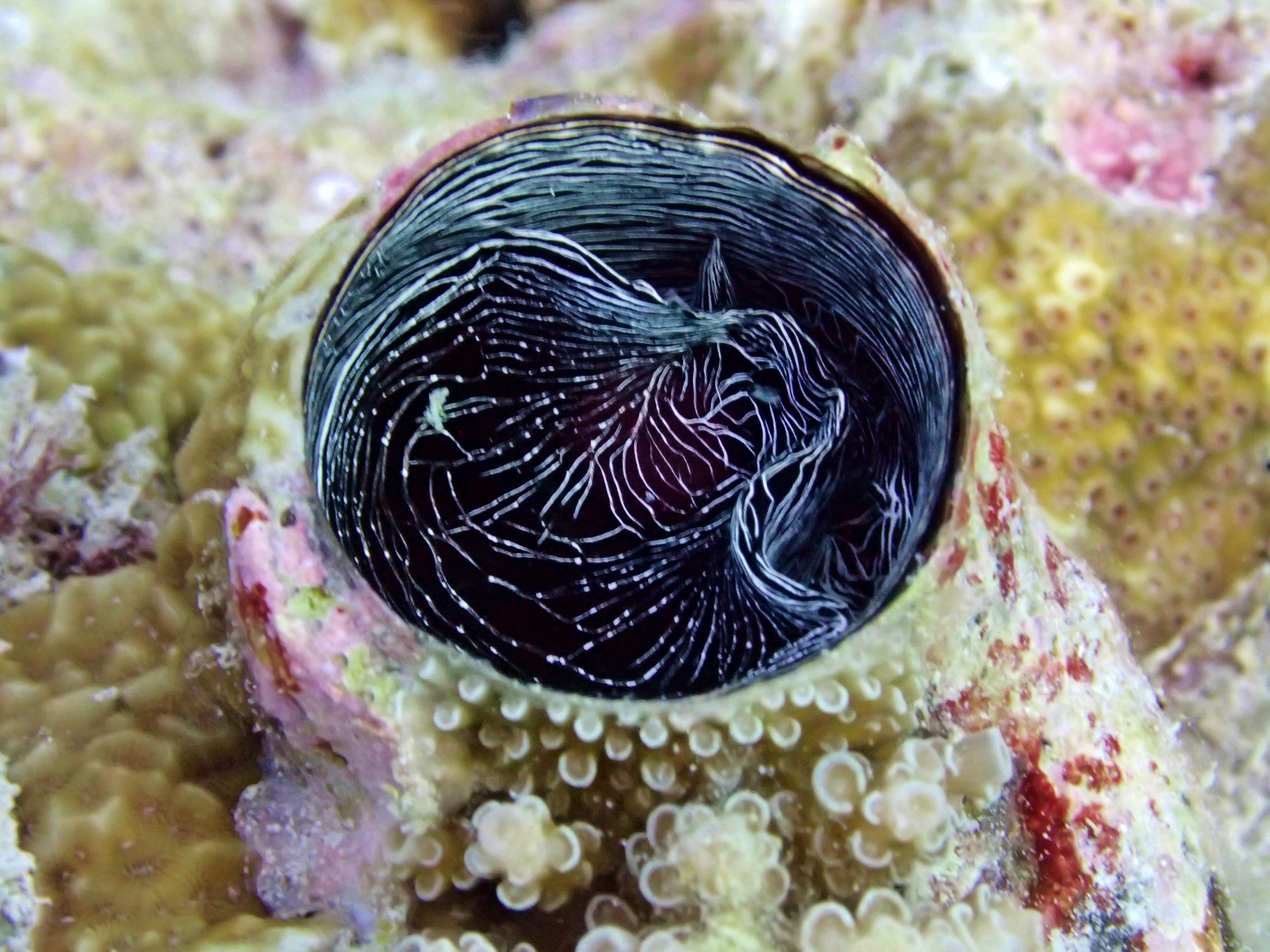
Thylacodes grandis (Maldives).
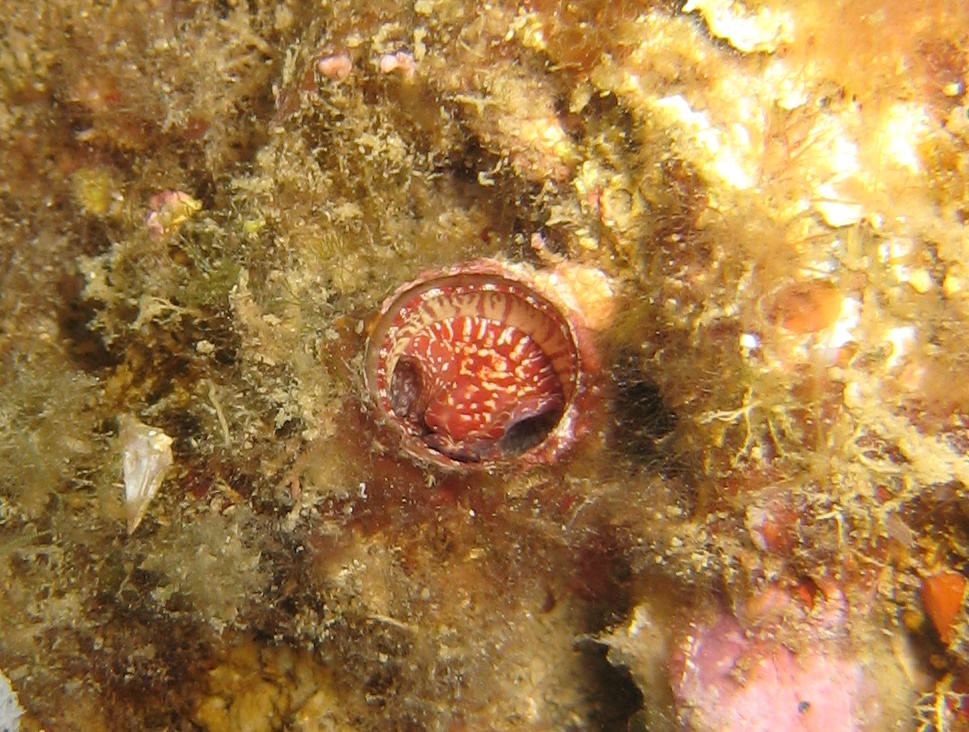
Thylacodes arenarius (France).
Thylacodes colubrinus (Philippines).